# Xanthoparmelia ceresina
Xanthoparmelia ceresina är en lavart som först beskrevs av Lynge, och fick sitt nu gällande namn av Hale. Xanthoparmelia ceresina ingår i släktet Xanthoparmelia och familjen Parmeliaceae.   Inga underarter finns listade i Catalogue of Life.